# 克里斯托弗·欧内斯特·弗里德里希·韦瑟
克里斯托弗·欧内斯特·弗里德里希·韦瑟（丹麥語：Christoph Ernst Friedrich Weyse，1774年3月5日—1842年10月8日），丹麦作曲家。生于德意志境内（当时属丹麦），后到哥本哈根学习音乐，并担任管风琴师。1819年起任宫廷音乐家。韦瑟是丹麦古典主义时期最重要的作曲家，他的音乐风格类似维也纳古典乐派，具有和谐，优美，雅致的特点。他的歌剧和艺术歌曲创作对丹麦民族音乐的兴起有很大影响，另外他的七部交响曲也很优秀。